# Slaget om Peleliu
Slaget om Peleliu, kodnamn Operation Stalemate II, var ett slag i Stilla havet under det andra världskriget mellan USA och Kejsardömet Japan. De amerikanska styrkorna, 1:a marinkårsdivisionen senare avlöst av den amerikanska arméns 81:a infanteridivision kämpade för att inta ett flygfält. Generalmajor William Rupertus trodde inledningsvis att ön skulle intas och säkras på fyra dagar. Japanska ställningar var dock starkt befästa och bjöd mycket hårt motstånd. Slaget pågick under två månader och kom senare att starkt ifrågasättas på grund av de höga förlustsiffrorna jämfört med det strategiska värdet. Slaget om Peleliu var ett av Stillahavskrigets blodigaste och hade högst förlustsiffror av alla slag i regionen. 

## Bakgrund
Under sommaren 1944 hade kriget flyttats närmare Japan med det amerikanska bombflyget inom räckhåll för centrala Japan. Det rådde inom den amerikanska krigsmakten delade meningar om hur krigets nästa steg skulle se ut. Det fanns två huvudstrategier. General Douglas MacArthurs strategi gick ut på att återta Filippinerna följt av en invasion av Okinawa för att till sist attackera de centrala japanska öarna. Amiral Chester Nimitz föredrog en mer rättfram strategi där Filippinerna kringgicks för att ta Formosa som en skenmanöver och därefter gå in i Kina för att därifrån starta anfallet mot Japans öar i söder. Hade Nimitz plan tagits i akt skulle den 1st Marine Division ha sparats till en annan operation. 
Första marinkårsdivisionen var utsedd att leda invasionen och innan MacArthur kunde återta Filippinerna var Palauöarna inklusive Peleliu tvungna att neutraliseras och flygfält upprättas som flankskydd.

## Förberedelser

### Japan
Sommaren 1944 hade Japan ca 30 000 man på Palauöarna och ca 11 000 på Peleliu. Efter förlusterna vid bland annat Salomonöarna och Marshallöarna tvingades Japan till en omvärdering av sin försvarsstrategi. Överste Kunio Nakagawa bestämde sig för att överge taktiken att försvara stränderna med förlustgivande "banzaiattacker". Den nya strategin gick ut på att störa landstigningarna och befästa sig i ett mönster hela vägen in till öarnas centrum där befästningarna kunde täcka varandra, istället för vansinniga motattacker. Syftet var att maximera förlusterna för de amerikanska styrkorna och därigenom få ett utmattningskrig. Kunde man få de amerikanska trupperna att vilja ge upp striden tack vare dessa förluster blev det mer möjligt att kunna behålla sina positioner i Stilla havet. Nakagawa koncentrerade sina styrkor inåt landet och använde den svårtillgängliga terrängen till sin fördel. Han utnyttjade grottor och konstruerade underjordiska system av tunnlar och grottor. Till detta byggdes även bunkrar, skyttegravar och gömda artilleribatterier. 
Största delen av de japanska styrkorna koncentrerades på Pelelius högsta punkt vid Umurbrogol, en samling höga branta kullar i Pelelius mitt. Därifrån kunde japanerna se större delen av ön, däribland det mycket viktiga flygfältet. Umurbrogol hade sedan tidigare gruvgångar och dessa ca 500 grottor förbundna med tunnlar omvandlades till befästa försvarspositioner med både kulsprutor och artilleri.
De japanska styrkorna utnyttjade också strändernas terräng. Stränderna fylldes med tusentals hinder och minor samt artilleri inriktades ditåt för att ytterligare fördröja landstigande trupper. En specifik befästning gjordes bl.a. på landstigningsområdets norra del där en ca 10 meter hög koralludde som gick under namnet "The Point" befästes. Från "The Point" kunde en stor del av stranden överblickas. Ur koralludden sprängdes en stor grotta ur. Grottan rymde en 47mm kanon och 6 st 20 mm automatkanoner. Grottans mynning murades sedan igen och endast en liten glugg lämnades öppen. Flera liknande bunkrar byggdes längs hela landstigningsområdet.

### USA

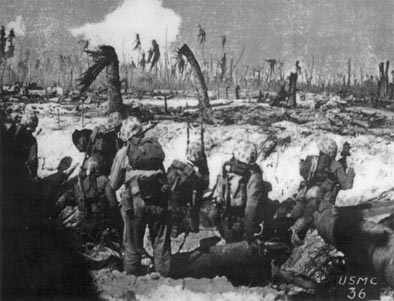
Amerikanska marinkåren i strid.

Medan den japanska strategin ändrades för kommande slag använde de amerikanska styrkorna samma taktik som vid tidigare landstigningsoperationer. Detta trots att de tidigare förlorat 3 000 man och fördröjts i två månader av japanerna vid slaget om Biaki. Amerikanerna valde den sydvästra stranden för landstigningen på grund dess närhet till flygfältet på södra Peleliu. Tre marinkårsregementen ingick i landstigningen, det 1:a, 5:e och 7:e. 
Planen var att ta flygfältet och sedan dela av ön i två halvor och driva ut japanerna mot havet. Anfallet föregicks av kraftig artilleribeskjutning. Amerikanerna trodde sig ha neutraliserat japanerna med den kraftiga beskjutningen men sanningen var att japanerna var helt oskadda på grund av sina kraftiga befästningar. Efter två dagars bombardemang antydde amiral Oldendorf att han inte längre hade måltavlor kvar att lägga sitt artilleri över. Detta på grund av de välbyggda och gömda försvarsställningarna. Det japanska flyget på ön slogs dock ut av artillerielden men i övrigt hade den mycket begränsad effekt, vilket gjorde att japanerna var mycket väl förberedda på landstigningen.

## Slaget

### Landstigningen

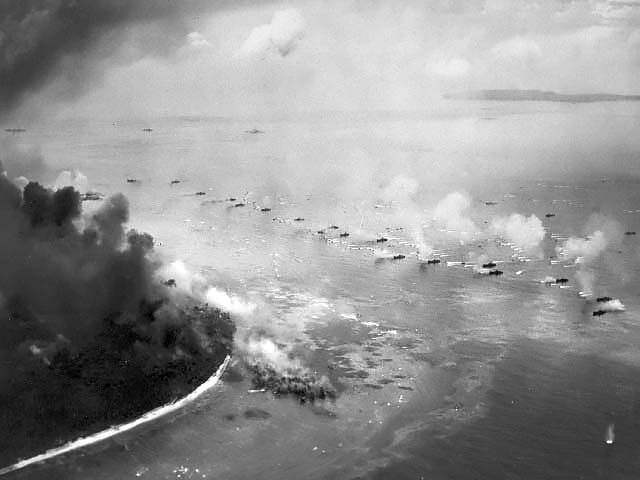
Första landstigningsvågen närmar sig Peleliu.

Marinkåren landsteg kl 08.32 den 15 september 1944. Den hamnade snabbt i hårda strider med kraftig artillerield. Klockan 09.50 hade japanerna förstört 60 landstigningsfordon, så kallade LVT. 1:a Marinkårsregimentet blev snabbt satt under hårt tryck och hela sambandscentralen slogs ut av en direktträff. 7:e regementet hamnade i en liknande situation och flera landstigningsfordon slogs ut redan innan de nått land, vilket innebar att soldaterna tvingades vada iland under kraftig kulspruteeld. Förlusterna var katastrofala och de män som nådde land saknade ofta sin utrustning.

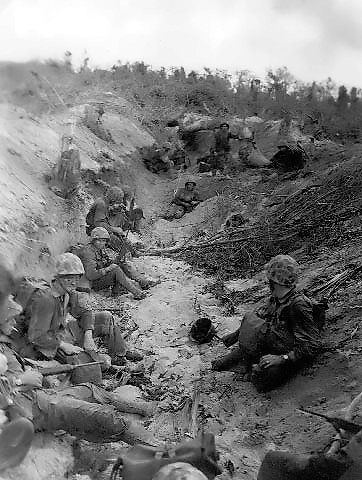
5:e marinkåren på stranden.

5:e marinkårsregementet lyckades initialt bäst under första dagen. Det landsteg på ett ställe som var något längre ifrån kulsprutefästena som täckte flankerna. Det attackerade sig fram mot flygfältet men fann sig snart under motattack med stridsvagnar, haubitsar, kustartilleri och störtbombare. Japanernas undermåliga stridsvagnar var dock snart utslagna tillsammans med medföljande infanteri. Vid slutet av dag ett höll amerikanerna en liten strandremsa men inte mycket annat. 1:a regementet hade inte avancerat, mest på grund av "The Point", kommunikationsproblem orsakade även förvirring bland 5:e och 7:e regementet, där två av deras bataljoner förväxlades med varandra när de närstående enheter skulle avancera till flygfältet. Efter en dag hade man tagit sig till utkanten, där Nakagawa iscensatte sitt väntade motangrepp. Alla stridsvagnar sattes in understödda av ett flertal infanterikompanier. Problem hade kommit till för marinsoldaterna att få in pansar, men i sista stund kunde detta understöd sätta alla japanska stridsvagnar ur spel, anfallet hade så när misslyckats. Amerikanarna höll sina ställningar natten ut. Man hade förlorat 1 100 man varav ca 200 döda. Rupertus trodde mot bakgrund av tidigare erfarenheter av japanernas taktik att dessa var nära kollaps, vilket senare skulle visa sig helt felaktigt.

### Flygfältet/Södra Peleliu

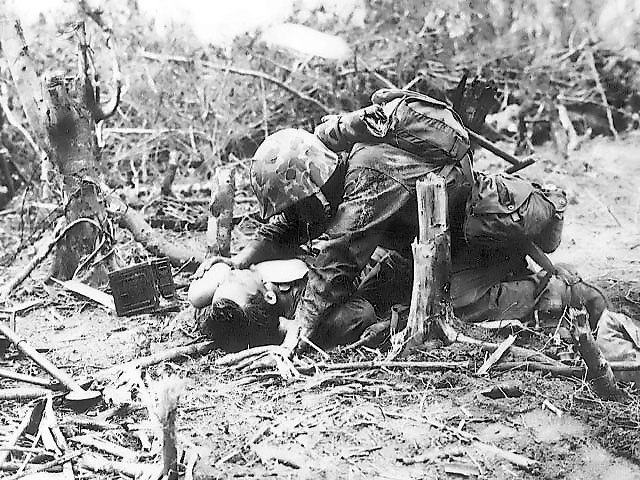
En skadad soldat får sjukvårdsassistans.

Den andra dagen attackerade 5:e regementet flygfältet. Trots att snabbhet var viktigt kunde soldaterna inte springa. Värmen hade stigit till över 30 grader under morgonen, och vattenbrist blev ett hårt lidande för soldaterna. Under kraftig beskjutning "vandrade" soldaterna fram emot flygfältet och de japanska positionerna. Svåra förluster var omöjligt att undvika. De intog flygfältet och framryckte vidare för att dela ön. 7:e regementet hade order på att inrikta sig på att ta södra delen av ön. Efter Dagen D +7 hade de sydliga delarna ockuperats av amerikanska trupper. Det 5:e regementet hade redan då intagit de östra delarna och började fokusera sina styrkor mot de japanska positionerna i Umurbrogol. Eftersom flygfältet togs relativt tidigt kunde amerikanerna påbörja luftspaning på resterande delar av ön. Flyget kunde förutom spaning också bistå med napalmbombning och eldledning för flottans artilleri. Det norra flygfältet på ön Ngesebus var obrukbart, men japanska trupper fanns kvar. Man skickade in det 5:e regementet för att inta ön, som säkrade den på två dagar, mellan 28 och 30 september. 

### The Point

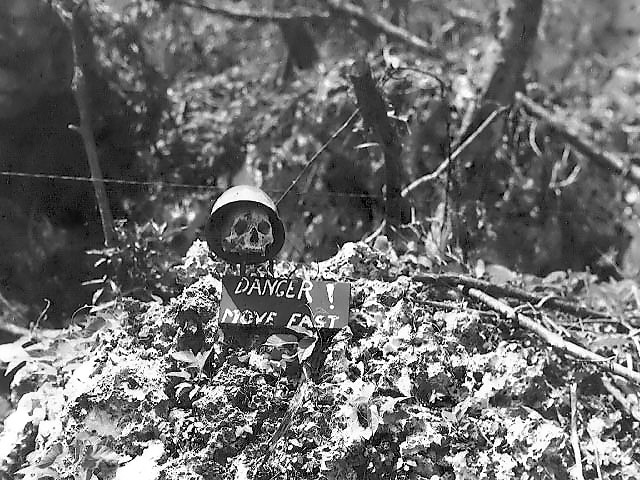
Frontlinjevarning på Peleliu i oktober 1944.

Befästningen på "The Point" orsakade stora förluster över stranden, framförallt för det 1:a Marinkårsregementet. Överste Puller, regementets kommendör, beordrade att befästningen skulle och måste intas. Kompani K under ledning av kapten George Hunt tilldelades uppgiften. De framryckte mot "The Point" med begränsad utrustning, till exempel hade de flesta tyngre kulsprutor förlorats på stranden och i vattnet. En pluton körde fast i en utsatt position mellan två bunkrar och fick ligga i skydd under nästan hela dagen. Resten av kompaniet blev också väldigt utsatt då japanerna lyckades bryta frontlinjen.
Dödläget bröts av att en av kompaniets skytteplutoner lyckades slå ut den ena bunkern efter den andra och till slut, efter att ha slagit ut sex kulsprutenästen, var man framme vid 47 mm kanonen. Med granater lyckades man spränga även denna bunker och "The Point" var därmed i amerikanska händer. Nakagawa gjorde motattack efter motattack för att försöka återta denna viktiga terräng. Under de efterföljande 30 timmarna gjordes fyra större motangrepp mot ett enda kompani av marinkårssoldater, med dålig tillgång på både ammunition och framförallt rent vatten. Marinkårssoldaterna fann sig till slut i en situation där de hamnade i handgemäng med japanerna. När förstärkningen äntligen kom hade kompaniet decimerats till blott 18 stridsdugliga soldater och förlorat 157 man, i döda och skadade.

### Bloody Nose Ridge

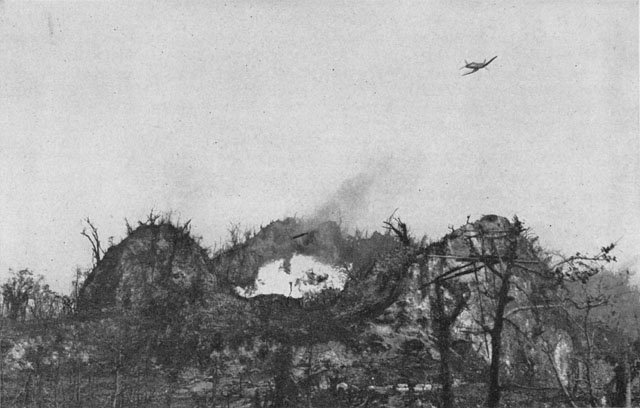
Napalmbombning av befästning på Umurbrogol.

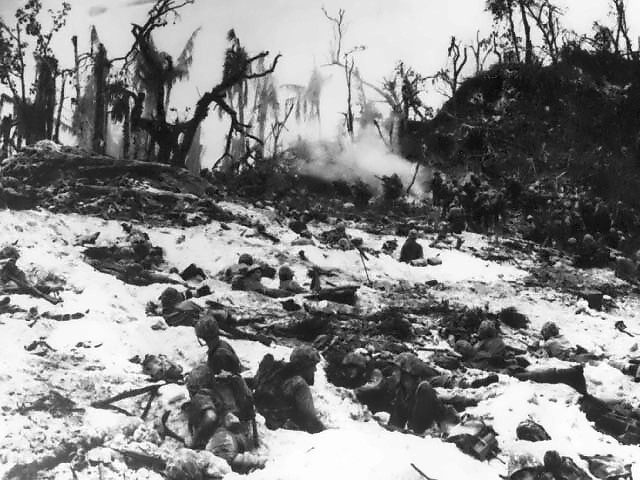
Soldater väntar i sina värn.

Efter att ha intagit "The Point" flyttades fokus mot norr och en försvarsficka på Umurbrogol av amerikanerna kallat "Bloody Nose Ridge". Puller anföll flera gånger men varje anfall slogs snabbt tillbaka av japanerna. De hade kört fast och var fångna på en smal stig mellan kullarna där varje befästning kunde täcka den andra. Förlusterna för amerikanerna var mycket höga medan de långsamt avancerade mellan kullarna. Japanerna visade stor disciplin då de endast sköt då det gjorde som mest skada. Då förlusterna ökade riktade japanska krypskyttar in sig på bårbärande amerikanska soldater. Japanerna försökte också i skydd av mörkret infiltrera de amerikanska ställningarna vilket gjorde att varje stridspar fick sova i skift, där den ene sov och den andre spanade efter infiltratörer. Många marinsoldater blev dödade under dessa nätter på Peleliu.
Pullers regemente förlorade 60% av sina mannar och efter sex dagars strid på Umurbrogol avlöstes de av 321:a regementet från 81st Infantry Division. Både 5:e och 7:e marinkårsregementet sattes in i striderna på Umurbrogol och alla fick liknande förlustsiffror. I mitten av oktober hade både 5:e och 7:e förlorat runt 50% av sina mannar medan de försökt rensa bland kullarna. Den tredje veckan i oktober evakuerades de tillbaka till ön Pavuvu som de utgått ifrån. Armén fortsatte strida om "Bloody Nose Ridge" och striderna pågick ytterligare en månad innan de till slut kunde säkra ön. Nakagawa sade vid slutet av striderna att "vårt svärd är brutet och våra spjut är slut" Efter detta begick han seppuku, ritualistiskt självmord genom att hugga sig i magen med en dolk eller med svärd. Han befordrades postumt till generallöjtnant för sitt mod på Peleliu. En japansk löjtnant med ca 35 soldater höll ut i några av Pelelius grottor ända till den 22 april 1947. Situationen krävde att en japansk amiral fick övertyga dem om att kriget var slut. Dessa var de officiellt de sista soldaterna som kapitulerade under Andra Världskriget. 

## Efterspel
Striderna kring Umurbrogol anses som några av de hårdaste striderna som amerikanska styrkor deltog i under hela Andra Världskriget. 1:a marinkåren blev kraftigt decimerad och deltog inte i strider förrän på Okinawa i april 1945. 81:a infanteridivisionen hade över 3000 förlorade man under sin tid på ön. Slaget var kontroversiellt på grund av öns bristande strategiska värde. Flygfältet på Peleliu intogs men användes mycket begränsat i anfallet mot Filippinerna. Mediebevakningen från slaget var också väldigt liten, därmed fick många anhöriga eller större delen av den amerikanska befolkningen aldrig höra talas om slaget om Peleliu. Detta på grund av Rupertus uttalande om att invasionen skulle bli kortvarig, då brydde sig endast ett fåtal korrespondenter om att åka dit. Slaget överskuggades av invasionen av Filippinerna och de allierades framstötar mot Nazityskland. Slaget om Peleliu visade amerikanerna vad de i framtiden kunde förvänta sig av de japanska öförsvaren. Det gav också erfarenheter om hur befästa stödjepunkter skulle anfallas, vilket amerikanerna skulle få uppleva igen på både Iwo Jima och Okinawa. Slaget gjorde också att de amerikanska strategerna omvärderade vissa liknande operationer.

## Filmatisering
Slaget om Peleliu skildras i del 5-7 av TV-serien The Pacific (2010).

## TV-spel
Slaget är en del av spelet Call of Duty: World at War. 